# Université de Ballarat
L’université de Ballarat (en anglais : University of Ballarat) est une université australienne, basée à Ballarat, dans l'État de Victoria.

## Historique
L'université a été créée par le vote d'une loi du Parlement du Victoria, en 1994, à partir du Ballarat College of Advanced Education. Elle a par la suite fusionnée avec l'École des Mines et des Industries de Ballarat (créée en 1870) et du Wimmera Institute of TAFE basé à Horsham en 1998 afin de créer une grande université. 
Elle accueille un total de près de 28 000 étudiants qui se répartissent en 10 500 étudiants de l'enseignement supérieur et 17 000 étudiants de formation technique.

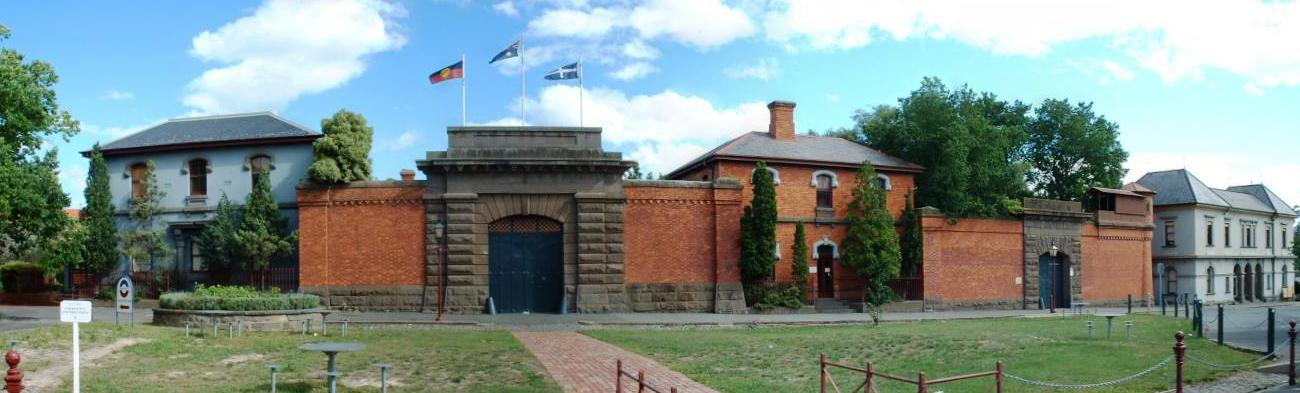
L'ancienne prison de Ballarat accueille une partie de l'université de Ballarat.